# Обикновени хора и независими личности
Обикновени хора и независими личности (на словашки: Obyčajní Ľudia a nezávislé osobnosti) е дясноцентристка консервативна политическа партия в Словакия. Председател на пратията е Игор Матович.
Партията е основана през ноември 2011 година от група безпартийни депутати, които на изборите през 2010 година са включени в листите на либералната партия Свобода и солидарност. Тя участва за пръв път самостоятелно на предсрочните избори през 2012 година, като заема трето място и получава 8,6% от гласовете и 16 места в парламента. През 2016 година отново е трета с 11% от гласовете и 19 депутати.